# 大西康雅
大西 康雅（おおにし やすまさ、1910年3月6日 - 没年不詳）は、日本の元俳優。本名・旧芸名は大西 康雄（おおにし やすお）。

## 人物
師は榎本健一。
詳細な時期は不明だが、戦前から俳優活動をしており、1950年代ごろから東宝の専属俳優となり、以降ジャンルを問わず数多くの映画に出演している。彫りの深い日本人離れした顔立ちから、外国人の役を演じていることがしばしばである。
1971年、専属俳優システム崩壊後も俳優を続け、1970年代末まで活動した。
同じ東宝の専属俳優である加藤茂雄によると、大西は東宝に深い愛着を持っていたという。また、熱狂的な相撲ファンであったといい、1954年公開の黒澤明監督映画『七人の侍』では実際、大西の口利きで本物の相撲力士が撮影に参加した。

## 主な出演作品

### 映画
- 新生の歌（1941年 沼波功雄監督）：トーマス・グレエ 役
- 太平洋の鷲（1953年 本多猪四郎監督）：見送りの男 役
- 七人の侍（1954年 黒澤明監督）：百姓 役
- ゴジラシリーズ
  - ゴジラ（1954年 本多猪四郎監督）：遭難船員の家族 役[1]
  - ゴジラの逆襲（1955年 小田基義監督）：大阪防衛隊幹部 役
  - キングコング対ゴジラ（1962年 本多猪四郎監督）：ファロ島民、地下鉄の避難民 役
  - 三大怪獣 地球最大の決戦（1964年 本多猪四郎監督）：円盤クラブ会員[1]、代議士[1]
  - 怪獣大戦争（1965年 本多猪四郎監督）：会議出席者 役
  - 怪獣総進撃（1968年 本多猪四郎監督）：記者[注釈 1]
  - ゴジラ対ヘドラ（1971年、坂野義光監督）：草陰の老人 役
- 透明人間（1954年 小田基義監督）：代議士、路面電車に群がる男 役
- 獣人雪男（1955年 本多猪四郎監督）：大場の仲間 役
- 空の大怪獣 ラドン（1956年 本多猪四郎監督）：牛を盗まれる農夫 役[1]
- 恐怖の弾痕（1957年 日高繁明監督）：与太者 役
- 地球防衛軍（1957年 本多猪四郎監督）：防衛隊幹部 役
- 大怪獣バラン（1958年 本多猪四郎監督）：記者 役
- 恐喝（1958年 佐伯幸三監督）：島村 役
- 暗黒街の顔役（1959年 岡本喜八監督）：石山の家の男 役
- 宇宙大戦争（1959年 本多猪四郎監督）：演説者の側近 役
- 独立愚連隊西へ（1960年 岡本喜八監督）：八路軍兵士 役
- ガス人間第一号（1960年 本多猪四郎監督）：銀行員 役
- 妖星ゴラス（1962年 本多猪四郎監督）：政府関係者 役
- 海底軍艦（1963年 本多猪四郎監督）：轟天建武隊将校、ムウ帝国人[注釈 1]
- 宇宙大怪獣ドゴラ（1964年 本多猪四郎監督）：飛行機の乗客・飛行機を見送る男[注釈 1]
- 国際秘密警察　火薬の樽（1964年 坪島孝監督）：世界統一同盟幹部 役
- フランケンシュタイン対地底怪獣（1965年 本多猪四郎監督）：清水トンネルの工夫[注釈 1]
- 100発100中（1965年 福田純監督）：羽田空港の男 役
- フランケンシュタインの怪獣 サンダ対ガイラ（1966年 本多猪四郎監督）：ビアガーデンの客、自衛隊幹部、村上運動具店の店主[注釈 1]
- 赤毛（1969年 岡本喜八監督）：百姓 役
- 激動の昭和史 沖縄決戦（1971年 岡本喜八監督）：自決する住民 役
- 人間革命（1973年 舛田利雄監督）
- 日本沈没（1973年 森谷司郎監督）：財界関係者 役
- HOUSE （1977年 大林宣彦監督）：村の老人 役

### テレビ
- ウルトラQ 第22話「変身」（1966年 梶田興治監督）：村人 役